# Bettina Alms
Bettina Alms (* 1964 in Wiesbaden; auch bekannt als Bettina Kahl) ist eine deutsche Blockflötistin, Violinistin, Sängerin und Musikpädagogin, bekannt geworden unter anderem durch das Duo Sören und Bettina.

## Leben
Bettina Alms begann nach dem Abitur 1983 ihr Instrumentalpädagogik-Studium mit dem Hauptfach Blockflöte bei Professor Schneider an der Musikhochschule Frankfurt, das sie 1986 mit „summa cum laude“ abschloss. 1990 schloss sie ein anschließendes Studium am Dr. Hoch’s Konservatorium in Frankfurt im Hauptfach Violine ab.
Bereits in den frühen neunziger Jahren etablierte sich die Musikerin in der christlichen Musikszene durch Zusammenarbeit mit unterschiedlichsten einflussreichen Produzenten wie Siegfried Fietz, Margret Birkenfeld, Jochen Rieger, Dirk Schmalenbach und Klaus Heizmann. Darüber hinaus formierte sie gemeinsam mit ihrem damaligen Ehemann Sören Kahl das Gesangsduo Sören und Bettina, dessen Debütalbum 1994 bei Schulte & Gerth veröffentlicht wurde. Das Paar veröffentlichte im Jahr 2000 sein letztes gemeinsames Album. 2005 erfolgte die Scheidung der Ehe.
1995 erschien Bettina Alms' erstes instrumentale Soloalbum unter dem Titel Tanz der Flöte bei Anker Musik, produziert und arrangiert von David Plüss. Es folgten zahlreiche weitere Alben sowie Konzeptprojekte mit unterschiedlichsten Produzenten und Plattenlabels.
Bettina Alms tritt mit einem Konzertprogramm aus Instrumenten und Gesang zwischen Klassik und Pop im In- und Ausland live und im Fernsehen auf. Daneben hält sie interaktive Flötenseminare.
Ihr Sohn Björn Amadeus Kahl macht ebenfalls Musik und war in der 4. Staffel von The Voice of Germany dabei.

## Auszeichnungen
2016 gewann Alms den Deutschen Rock & Pop Preis in der Kategorie „Bestes Blasinstrument“ und den „Hessischen Löwen“ des hr-fernsehen.

## Diskografie

### Soloalben
| Jahr | Titel                                         | Label           |
| ---- | --------------------------------------------- | --------------- |
| 1995 | Tanz der Flöte                                | Anker Musik     |
| 1996 | Festliche Flötenmusik zu Weihnachten          | Schulte & Gerth |
| 1998 | Traum der Flöte                               | Adlib Music     |
| 2001 | Glanz der Flöte                               | Felsenfest      |
| 2003 | Ein Stück vom Himmel (instrumental und vokal) | Felsenfest      |
| 2004 | Weihnachtliche Flötenträume                   | Felsenfest      |
| 2008 | Das Wunder der Flöte                          | Kreuz           |
| 2009 | Weihnachtsflötenträume                        | Gerth Medien    |
| 2010 | Ich bin bei dir                               | Felsenfest      |
| 2013 | Gebet der Flöte                               | Gerth Medien    |
| 2018 | Himmlische Flötenklänge                       | Gerth Medien    |

### Konzepte und Projekte
- Die Hirtenflöte. Anker Music (mit: David Plüss und Marcel Schweizer)
- Fantastische Flötenmusik. Gerth Medien (mit: Christine Soest und David Plüss)
- In dulce jubilo. Gerth Medien (mit: Heike Wetzel, Jochen Rieger u. a.)
- Traumhafte Flötenklänge. Felsenfest Musikverlag, 2013 (mit:  Michaela und Elisa Zagler, David Döring)